# British Academy Film Award/Bester Kurzfilm
Gewinner und Nominierte in der Kategorie Bester Kurzfilm (Best Short Film) seit der ersten Verleihung bei den British Academy Film Awards (BAFTA Awards) im Jahr 1960. Im Jahr 1969 wurde kein Preis in der Kategorie vergeben. Die Kategorie hieß von 1973 bis 1976 John Grierson Award, womit der 1972 gestorbene Dokumentarfilmregisseur John Grierson gewürdigt wurde. Ab 1977 firmierte die Kategorie unter verschiedenen Bezeichnungen, so wurden von 1977 bis 1979 Preise in den Unterkategorien Bester fiktionaler Kurzfilm und Bester Dokumentar-Kurzfilm vergeben, wobei nur 1978 Filme für den besten fiktionalen Kurzfilm nominiert bzw. ausgezeichnet wurden. Im Jahr 1984 wurde neben dem Besten Kurzfilm auch ein Preis für den Besten animierten Kurzfilm vergeben; erst 1990 wurde diese Kategorie eine feste Preiskategorie bei den BAFTAs.

## 1960er-Jahre
1960
Seven Cities of Antarctica – Winston Hibler
Rodin
1961
High Journey – Peter Baylis
Return To Life – John Krish
Seawards The Great Ships – Hilary Harris
1962
Terminus – John Schlesinger
Eyes of a Child
Let My People Go – John Krish
1963
La rivière du hibou – Robert Enrico
Lonely Boy – Wolf Koenig, Roman Kroitor
Pan – Herman van der Horst
Zoo – Bert Haanstra
1964
Heureux Anniversaire – Pierre Étaix
Zeilen – Hattum Hoving
Snow – Geoffrey Jones
The War Game – Mai Zetterling
1965
Kenojuak – John Feeney
Mekong – John Armstrong
Muloorina – David Cobham
23 Skidoo – Julian Biggs
1966
Rig Move – Don Higgins
One Of Them Is Brett – Roger Graef
60 Cycles – Jean-Claude Labrecque
1967
The War Game – Peter Watkins
A River Must Live – Alan Pendry
Sudden Summer – Richard Taylor
The Tortoise And The Hare – Hugh Hudson
1968
Indus Waters – Derek Williams
Mafia No! – John Irvin
Opus – Don Levy
Rail – Geoffrey Jones
1969
nicht vergeben

## 1970er-Jahre
1970
Picture To Post – Sarah Erulkar
Barbican – Robin Cantelon
Birthday – Franc Roddam
Test of Violence – Stuart Cooper
1971
The Shadow Of Progress – Derek Williams
Blake – Bill Mason
The Gallery – Philip Mark Law
The Winds of Fogo – Colin Low
1972
Alaska: The Great Land – Derek Williams
Big Horn – Bill Schmalz
The Long Memory – John Phillips
1973
Memorial – James Allen
History Of The Motor Car – Bill Mason
The Tide of Traffic – Derek Williams
1974
Caring For History
Artistry in Tureens
The Scene From Melbury House
Without Due Care
1975
Location North Sea – John Armstrong
Acting In Turn – Robin Jackson
Facets Of Glass
The Quiet Land
1976
Sea Area Forties – John Armstrong
Leaving Lily – Graham Baker
The Living Woodland – Ronald Eastman
Waiting On Weather – Ron Granville
1977

(Short Factual Film)
The End Of The Road – John Amstrong
Energy In Perspective – Peter De Normanville
The Speed Sailors – John Spencer
1978

(Short Factual Film)
The Living City – Phillip De Normanville, Sarah Erulkar
Pipeline Alaska – John Armstrong
Reflections: Ireland – Paddy Carey
The Shetland Experience – Derek Williams
(Short Fictional Film)
The Bead Game – Ishu Patel
The Chinese Word for House – Kate Canning
Le château de sable – Co Hoedeman
1979

(Short Factual Film)
Hokusai: An Animated Sketchbook – Tony White
I’ll Find A Way – Beverly Shaffer
Planet Water – Derek Williams
Sunday Muddy Sunday – Lindsay Dale

## 1980er-Jahre
1980
Butch Minds The Baby – Peter Webb
Dilemma – Clive Mitchell
Dream Doll – Bob Godfrey
Mr. Pascal – Alison de Vere
1981
Sredni Vashtar – Andrew Birkin
Box On – Lindsey Clennell
Dollor Bottom – Roger Christian
Possessions – Andrew Bogle
1982
Recluse – Bob Bentley
Couples and Robbers – Clare Peploe
Towers Of Babel – Jonathan Lewis
1983
The Privilege – Ian Knox
Rating Notman – Carlo Gebler
The Rocking Horse Winner – Robert Bierman
A Shocking Accident – James Scott
1984
Goodie Two Shoes – Ian Emes
The Crimson Permanent Assurance – Terry Gilliam
John Love – John Davis
Keep Off The Grass – Paul Weiland
1985
The Dress – Eva Sereny
Killing Time – Chris O’Reilly
Samson And Delilah – Mark Peploe
1986
Careless Talk – Noella Smith
One For My Baby – Chris Fallon
The Woman Who Married Clark Gable – Thaddeus O’Sullivan
1987
La Boule – Simon Shore
King’s Christmas – Graham Dixon
Mohammed’s Daughter – Suri Krishnamma
Night Movie – Gur Heller
1988
Artisten – Jonas Grimås
D’après Maria – Jean-Claude Robert
Short And Curlies – Mike Leigh
Treacle – Peter Chelsom
1989
Saschtschitnik Sedow / Защитник Седов – Jewgeni Zymbal
Cane Toads – An Unnatural History – Mark Lewis
The Unkindest Cut – Jim Shields
Water’s Edge – Suri Krishnamma

## 1990er-Jahre
1990
The Candy Show – Peter Hewitt, David Freeman, Damian Jones
Carmela Campo – Ariel Piluso, Carlos Toscano, Gabriel Enis
Tight Trousers – Metin Huseyin, Elaine Donnelly
Uhloz – Isabelle Groulleart, Guy Jacques
1991
Say Goodbye – Michele Camarda, John Roberts
An der Grenze – Michael Drexler, Max Linder
Chicken – Julian Nott, Jo Shoop
Dear Rosie – Barnaby Thompson, Peter Cattaneo
1992
The Harmfulness Of Tobacco – Barry Palin, Nick Hamm
Breath Of Life – Navin Thapar
Man Descending – Neil Grieve, Ray Lorenz
Trauma – Gerhard Johannes Rekel
1993
Omnibus – Anne Bennet, Sam Karmann
Deux ramoneurs chez une cantatrice – Michel Cauléa
Heartsongs – Caroline Hewitt, Sue Clayton
A Sense Of History – Simon Channing-Williams, Mike Leigh
1994
Franz Kafka’s It’s a Wonderful Life – Ruth Kenley-Letts, Peter Capaldi
One Night Stand – Georgia Masters, Bill Britten
A Small Deposit – Paul Holmes, Eleanor Yule
Syrup – Anita Overland, Paul Unwin
1995
Zinky Boys Go Underground – Tatiana Kennedy, Paul Tickell
Lost Mojave – Vladimir Perlovich, Jonathan Cordish
Marooned – Andrea Calderwood, Jonas Grimas
That Sunday – Damiano Vukotic, Dan Zeff
1996
It’s Not Unusual – Asmaa Pirzada, Kfir Yefet
Cabbage – Noelle Pickford, David Stewart
Hello Hello Hello – Helen Booth, James Roberts, David Thewlis
The Last Post – Neris Thomas, Edward Blum
1997
Funkenmariechen im Weltall (Des majorettes dans l’espace) – Carole Scotta, David Fourier
Butterfly Man – Robin MacPherson, Barry Ackroyd
Dual Balls – Laurence Bowen, Dan Zeff
Machination – Alice Beckmann, Ralph Seiler
Alles muss raus (Tout doit disparaître) – François Barat, Jean-Marc Moutout
1998
The Deadness Of Dad – Mandy Sprague, Philippa Cousins, Stephen Volk
Crocodile Snap – James Greville, Joe Wright
Gasman – Gavin Emerson, Lynne Ramsay
Little Sisters – Nic Murison, Andy Goddard
1999
Home – Hannah Lewis, Morag McKinnon, Colin McLaren
Anthrakitis – Natasha Dack, Sara Sugarman
Eight – Jon Finn, Stephen Daldry, Tim Clague
In Memory Of Dorothy Bennett – Catherine McArthur, Martin Radich

## 2000er-Jahre
2000
Who’s My Favourite Girl – Joern Utkilen, Kara Johnston, Adrian McDowall
Bait – Soledad Gatti-Pascual, Tom Shankland, Jane Harris
Perdie – Rachel Shadick, Faye Gilbert
The Tale Of The Rat That Wrote – Ruth Kenley-Letts, Lisa-Marie Russo, Billy O’Brien, Murilo Pasta
2001
Shadowscan – Gary Holding, Justine Leahy, Tinge Krishnan
Going Down – Soledad Gatti-Pascual, Tom Shankland, Jane Harris
Je t’aime John Wayne – Luke Morris, Toby MacDonald, Luke Ponte
The Last Post – Lee Santana, Dominic Santana
Sweet – Rob Mercer, James Pilkington
2002
 About A Girl – Janey De Nordwall, Brian Percival, Julie Rutterford
Inferno – Teun Hilte, Paul Kousoulides, Sharat Sardana
The Red Peppers – Lee Santana, Dominic Santana
Skin Deep – Andy Porter, Yousaf Ali Khan
Tattoo – Arabella Page Croft, Sara Putt, Jules Williamson, Jemma Field
2003
My Wrongs 8245-8249 And 117 – Mark Herbert, Chris Morris
Candy Bar Kid – Benjamin Johns, Shan Khan
Good Night – Yoav Factor, Sun-Young Chun
The Most Beautiful Man In The World – Hugh Welchman, Alicia Duffy
Rank – Andrew O’Connell, David Yates, Robbie McCallum
Bouncer – Natasha Carlish, Sophie Morgan, Michael Baig-Clifford, Geoff Thompson
2004
Brown Paper Bag – Natasha Carlish, Mark Leveson, Michael Baig Clifford, Geoff Thompson
Bye-Child – Andrew Bonner, Bernard MacLaverty
Nits – George Isaac, Harry Wootliff
Sea Monsters – Matt Delargy, Mark Walker, Raphael Smith
Talking With Angels – Michael Knowles, Janey De Nordwall, Yousaf Ali Khan
2005
The Banker – Kelly Broad, Hattie Dalton
Can’t Stop Breathing – Ravinder Basra, Amy Neil
Elephant Boy – René Mohandas, Durdana Shaikh
Knitting A Love Song – Debbie Ballin, Annie Watson
Six Shooter – Mia Bays, Kenton Allen, Martin McDonagh
2006
Antonio’s Breakfast – Howard Stogdon, Amber Templemore-Finlayson, Daniel Mulloy
Call Register – Kit Hawkins, Adam Tudhope, Ed Roe
Heavy Metal Drummer – Amanda Boyle, Luke Morris Toby MacDonald
Heydar, An Afghan In Tehran – Homayoun Assadian, Babak Jalali
Lucky – Bex Hopkins, Avie Luthra
2007
Do Not Erase – Asitha Ameresekere
Care – Rachel Bailey, Tracy Bass, Corinna Faith
Cubs – Lisa Williams, Tom Harper
Hikikomori – Karley Duffy, Paul Wright
Kissing, Tickling And Being Bored – David Smith, Jim McRoberts
2008
Dog Altogether – Diarmid Scrimshaw, Paddy Considine
Hesitation – Julien Berlan, Michelle Eastwood, Virginia Gilbert
The One And Only Herb McGwyer Plays Wallis Island – Charlie Henderson, James Griffiths, Tim Key, Tom Basden
Soft – Jane Hooks, Simon Ellis
The Stronger – Dan McCulloch, Lia Williams, Frank McGuinness
2009
September – Stewart Le Maréchal, Esther May Campbell
Kingsland #1: The Dreamer – Kate Ogborn, Tony Grisoni
Love You More – Sam Taylor-Wood, Patrick Marber, Anthony Minghella, Caroline Harvey
Ralph – Olivier Kaempfer, Alex Winckler
Voyage d’affaires – Celine Quideau, Sean Ellis

## 2010er-Jahre
2010
I Do Air – James Bolton, Martina Amati
Fourteen – Asitha Ameresekere
Jade – Samm Haillay, Daniel Elliott
Mixtape – Luti Fagbenle, Luke Snellin
Off Season – Jacob Jaffke, Jonathan Van Tulleken
2011
Until the River Runs Red – Paul Wright, Poss Kondeatis
Connect – Samuel Abrahams, Beau Gordon
Lin – Piers Thompson, Simon Hessel
Rite – Michael Pearce, Ross McKenzie, Paul Welsh
Turning – Karni Arieli, Saul Freed, Alison Sterling, Kat Armour-Brown
2012
Pitch Black Heist – John Maclean, Gerardine O’Flynn
Chalk – Martina Amati, Ilaria Bernardini, James Bolton, Gavin Emerson
Mwansa the Great – Gabriel Gauchet, Rungano Nyoni
Only Sound Remains – Arash Ashtiani, Anshu Poddar
Two And Two – Babak Anvari, Gavin Cullen, Kit Fraser
2013
Swimmer – Lynne Ramsay, Peter Carlton, Diarmid Scrimshaw
The Curse – Fyzal Boulifa, Gavin Humphries
Good Night – Muriel D’Ansembourg, Eva Sigurdardottir
Tumult – Johnny Barrington, Rhianna Andrews
The Voorman Problem – Mark Gill, Baldwin Li
2014
Room 8 – James W. Griffiths, Sophie Venner
Island Queen – Ben Mallaby, Nat Luurtsema, Emma Hughes
Keeping Up With The Joneses – Megan Rubens, Michael Pearce, Selina Lim
Orbit Ever After – Chee-Lan Chan, Jamie Stone, Len Rowles
Sea View – Anna Duffield, Jane Linfoot
2015
Boogaloo and Graham – Ronan Blaney, Brian J. Falconer, Michael Lennox
Emotional Fusebox – Michael Berliner, Rachel Tunnard
Slap – Islay Bell-Webb, Michelangelo Fano, Nick Rowland
The Karman Line – Campbell Beaton, Tiernan Hanby, Dawn King, Oscar Sharp
Three Brothers – Matthieu de Braconier, Aleem Khan, Stephanie Paeplow
2016
Operator – Caroline Bartleet, Rebecca Morgan
Elephant – Nick Helm, Alex Moody, Esther Smith
Mining Poems of Odes – Jack Cocker, Callum Rice
Over – Jeremy Bannister, Jörn Threlfall
Samuel-613 – Cheyenne Conway, Billy Lumby
2017
Home – Shpat Deda, Afolabi Kuti, Daniel Mulloy, Scott O’Donnell
Consumed – Richard John Seymour
Mouth of Hell – Bart Gavigan, Samir Mehanovic, Ailie Smith, Michael Wilson
The Party – Farah Abushwesha, Emmet Fleming, Andrea Harkin, Conor MacNeill
Standby – Jack Hannon, Charlotte Regan
2018
Cowboy Dave – Colin O’Toole, Jonas Mortensen
Aamir – Vika Evdokimenko, Emma Stone, Oliver Shuster
A Drowning Man – Mahdi Fleifel, Signe Byrge Sørensen, Patrick Campbell
Work – Aneil Karia, Scott O’Donnell
Wren Boys – Harry Lighton, Sorcha Bacon, John Fitzpatrick
2019
73 Cows – Alex Lockwood
Bachelor, 38 – Angela Clarke
The Blue Door – Ben Clark, Megan Pugh, Paul Taylor
The Field – Sandhya Suri, Thomas Bidegain, Balthazar de Ganay
Wale – Barnaby Blackburn, Sophie Alexander, Catherine Slater, Edward Speleers

## 2020er-Jahre
2020
Learning to Skateboard in a Warzone (If You’re a Girl) – Elena Andreicheva, Carol Dysinger
Azaar – Nathanael Baring, Myriam Raja
Goldfish – Hector Dockrill, Laura Dockrill, Harri Kamalanathan, Benedict Turnbull
Kamali – Rosalind Croad, Sasha Rainbow
The Trap – Anthony Fitzgerald, Lena Headey
2021
The Present – Farah Nabulsi
- Eyelash – Jesse Lewis Reece, Ike Newman
- Lizard – Akinola Davies, Rachel Dargavel, Wale Davies
- Lucky Break – John Addis, Rami Sarras Pantoja
- Miss Curvy – Ghada Eldemellawy

2022
The Black Cop – Cherish Oleka
- Femme – Sam H. Freeman, Ng Choon Ping, Sam Ritzenberg, Hayley Williams
- The Palace – Jo Prichard
- Stuffed – Theo Rhys, Joss Holden-Rea
- Three Meetings Of The Extraordinary Committee – Michael Woodward, Max Barron, Daniel Wheldon

2023
An Irish Goodbye – Tom Berkeley, Ross White
- The Ballad Of Olive Morris – Alex Kayode-Kay
- Bazigaga – Jo Ingabire Moys, Stephanie Charmail
- Bus Girl – Jessica Henwick, Louise Palmkvist Hansen
- A Drifting Up – Jacob Lee

2024
Jellyfish and Lobster – Regie: Yasmin Afifi; Produktion: Elizabeth Rufai
- Festival of Slaps – Regie: Abdou Cissé; Produktion: Cheri Darbon und George Telfer
- Gorka – Regie: Joe Weiland; Produktion: Alex Jefferson
- Such a Lovely Day – Regie: Simon Woods; Produktion: Emma Norton, Kate Phibbs und Polly Stokes
- Yellow – Regie: Elham Ehsas; Produktion: Azeem Bhati, Elham Ehsas, Yiannis Manolopoulos und Dina Mousawi

2025
Rock, Paper, Scissors – Regie/Drehbuch: Franz Böhm; Produktion: Hayder Rothschild Hoozeer
- The Flowers Stand Silently, Witnessing – Regie/Drehbuch: Theo Panagopoulos; Produktion: Marissa Keating
- Marion – Regie/Drehbuch: Joe Weiland und Finn Constantine; Produktion: Marija Djikic
- Milk – Regie/Drehbuch: Miranda Stern; Produktion: Ashionye Ogene
- Stomach Bug – Regie/Drehbuch: Matty Crawford; Produktion: Karima Sammout-Kanellopoulou